# Canoagem nos Jogos Europeus de 2015 - K-1 200 m feminino
A categoria K-1 200 metros feminino foi um dos eventos da canoagem nos Jogos Europeus de 2015. Foi disputada nos dias 15 e 16 de junho, no Kur Sport and Rowing Centre, em Mingachevir, no Azerbaijão.

## Calendário
Horário de verão do Azerbaijão (UTC+5).
| Data        | Horário | Fase          |
| ----------- | ------- | ------------- |
| 15 de junho | 14:00   | Eliminatórias |
| 15 de junho | 16:00   | Semifinal     |
| 16 de junho | 15:05   | Final         |

## Medalhistas
| Ouro   | POL Marta Walczykiewicz |
| Prata  | RUS Natalia Podolskaya  |
| Bronze | HUN Danuta Kozák        |

## Resultados

### Eliminatórias
Os melhores em cada bateria se classificaram diretamente para a final A.  Os seis barcos restantes em cada bateria avançam para a semifinal.
Bateria 1
| Pos. | Canoísta           | Nacionalidade | Tempo  | Notas |
| ---- | ------------------ | ------------- | ------ | ----- |
| 1    | Danuta Kozák       | HUN Hungria   | 40.629 | FA    |
| 2    | Sarah Guyot        | FRA França    | 40.750 | SF    |
| 3    | Linnea Stensils    | SWE Suécia    | 41.328 | SF    |
| 4    | Svitlana Rymkevych | UKR Ucrânia   | 42.566 | SF    |
| 5    | Isabel Contreras   | ESP Espanha   | 43.226 | SF    |
| 6    | Federica Nole      | ITA Itália    | 44.176 | SF    |
| 7    | Vlada Kosytska     | GEO Geórgia   | 45.324 | SF    |
| 8    | Madara Aldiņa      | LAT Letônia   | 46.125 |       |
| 9    | Brigita Bakić      | CRO Croácia   | 46.546 |       |

Bateria 2
| Pos. | Canoísta                | Nacionalidade            | Tempo  | Notas |
| ---- | ----------------------- | ------------------------ | ------ | ----- |
| 1    | Natalia Podolskaya      | RUS Rússia               | 40.286 | FA    |
| 2    | Teresa Portela          | POR Portugal             | 41.330 | SF    |
| 3    | Sabine Volz             | GER Alemanha             | 41.478 | SF    |
| 4    | Špela Ponomarenko Janić | SLO Eslovênia            | 41.775 | SF    |
| 5    | Inna Osypenko-Radomska  | AZE Azerbaijão           | 41.968 | SF    |
| 6    | Lasma Liepa             | TUR Turquia              | 42.080 | SF    |
| 7    | Rachel Cawthorn         | GBR Grã-Bretanha         | 42.254 | SF    |
| 8    | Anelė Šakalytė          | LTU Lituânia             | 46.115 |       |
| –    | Olga Babić              | BIH Bósnia e Herzegovina | DNS    |       |

Bateria 3
| Pos. | Canoísta            | Nacionalidade    | Tempo  | Notas |
| ---- | ------------------- | ---------------- | ------ | ----- |
| 1    | Marta Walczykiewicz | POL Polônia      | 40.427 | FA    |
| 2    | Yvonne Schuring     | AUT Áustria      | 41.519 | SF    |
| 3    | Volha Khudzenka     | BLR Bielorrússia | 41.779 | SF    |
| 4    | Nikolina Moldovan   | SRB Sérvia       | 41.903 | SF    |
| 5    | Martina Kohlová     | SVK Eslováquia   | 42.409 | SF    |
| 6    | Jennifer Egan       | IRL Irlanda      | 42.843 | SF    |
| 7    | Michaela Mlezivová  | CZE Chéquia      | 44.533 | SF    |
| 8    | Sofia Pipitsouli    | GRE Grécia       | 45.270 |       |
| 9    | Natalia Gulco       | MDA Moldávia     | 46.911 |       |

### Semifinal
Os três barcos mais rápidos em cada semifinal avançaram para a final A. Os próximos quatro barcos mais rápidos em cada semifinal, mais o barco mais rápido restante avançaram para a final B.
Semifinal 1
| Pos. | Canoísta                | Nacionalidade | Tempo  | Notas |
| ---- | ----------------------- | ------------- | ------ | ----- |
| 1    | Nikolina Moldovan       | SRB Sérvia    | 39.653 | FA    |
| 2    | Sabine Volz             | GER Alemanha  | 39.736 | FA    |
| 3    | Linnea Stensils         | SWE Suécia    | 40.137 | FA    |
| 4    | Yvonne Schuring         | AUT Áustria   | 40.502 | FB    |
| 5    | Špela Ponomarenko Janić | SLO Eslovênia | 40.761 | FB    |
| 6    | Isabel Contreras        | ESP Espanha   | 41.140 | FB    |
| 7    | Lasma Liepa             | TUR Turquia   | 42.000 | FB    |
| 8    | Michaela Mlezivová      | CZE Chéquia   | 42.533 | FBq   |
| 9    | Federica Nole           | ITA Itália    | 44.570 |       |

Semifinal 2
| Pos. | Canoísta               | Nacionalidade    | Tempo  | Notas |
| ---- | ---------------------- | ---------------- | ------ | ----- |
| 1    | Inna Osypenko-Radomska | AZE Azerbaijão   | 40.163 | FA    |
| 2    | Sarah Guyot            | FRA França       | 40.423 | FA    |
| 3    | Rachel Cawthorn        | GBR Grã-Bretanha | 40.462 | FA    |
| 4    | Martina Kohlová        | SVK Eslováquia   | 40.540 | FB    |
| 5    | Teresa Portela         | POR Portugal     | 40.675 | FB    |
| 6    | Volha Khudzenka        | BLR Bielorrússia | 41.505 | FB    |
| 7    | Svitlana Rymkevych     | UKR Ucrânia      | 42.064 | FB    |
| 8    | Jennifer Egan          | IRL Irlanda      | 42.657 |       |
| 9    | Vlada Kosytska         | GEO Geórgia      | 45.810 |       |

### Final
Final B
Os competidores desta final disputaram as posições 10 a 18.
| Pos. | Canoísta                | Nacionalidade    | Tempo  |
| ---- | ----------------------- | ---------------- | ------ |
| 1    | Teresa Portela          | POR Portugal     | 42.627 |
| 2    | Volha Khudzenka         | BLR Bielorrússia | 42.789 |
| 3    | Yvonne Schuring         | AUT Áustria      | 42.906 |
| 4    | Martina Kohlová         | SVK Eslováquia   | 43.065 |
| 5    | Špela Ponomarenko Janić | SLO Eslovênia    | 43.241 |
| 6    | Lasma Liepa             | TUR Turquia      | 43.800 |
| 7    | Isabel Contreras        | ESP Espanha      | 44.240 |
| 8    | Svitlana Rymkevych      | UKR Ucrânia      | 45.483 |
| 9    | Michaela Mlezivová      | CZE Chéquia      | 46.294 |

Final A
Os competidores desta final disputaram as posições de 1 a 9, com medalhas para os três primeiros.
| Pos.              | Canoísta               | Nacionalidade    | Tempo  |
| ----------------- | ---------------------- | ---------------- | ------ |
| Medalha de ouro   | Marta Walczykiewicz    | POL Polônia      | 40.795 |
| Medalha de prata  | Natalia Podolskaya     | RUS Rússia       | 41.165 |
| Medalha de bronze | Danuta Kozák           | HUN Hungria      | 41.378 |
| 4                 | Sarah Guyot            | FRA França       | 41.419 |
| 5                 | Nikolina Moldovan      | SRB Sérvia       | 42.007 |
| 6                 | Inna Osypenko-Radomska | AZE Azerbaijão   | 42.091 |
| 7                 | Linnea Stensils        | SWE Suécia       | 42.179 |
| 8                 | Sabine Volz            | GER Alemanha     | 42.454 |
| 9                 | Rachel Cawthorn        | GBR Grã-Bretanha | 43.455 |